# Emesene
emesene — программа с открытым исходным кодом для мгновенного обмена сообщениями, является свободным клоном Windows Live Messenger. Цель клиента состоит в том, чтобы создать идентичный клиент Windows Live Messenger, также унаследовать все его функции, создать более простой и понятный в использовании интерфейс.
Emesene распространяется под лицензией GNU General Public License, и был разработан Луисом Мариано Гуерра (англ. Luis Mariano Guerra) вместе с другими разработчиками.

## Разработка
Клиент написан на Python, GTK+, PyGTK, Pycairo и является кросс-платформенным программным обеспечением. Emesene доступен для любой платформы, включая Microsoft Windows, Mac OS X и Linux.

## Возможности
- поддержка MSN протокола;
- автоответчик;
- возможность отправить сообщение в офлайн;
- плагины;
- личные сообщения;
- многовкладочная поддержка, благодаря которой можно общаться сразу с несколькими пользователями в сети;
- передача, отправка и получение файлов по сети;
- многоязычная поддержка;
- поддержка веб-камеры;
- смайлы;
- сворачивание в область уведомлений (системный лоток);